# 砚峡乡
砚峡乡，是中华人民共和国甘肃省平凉市华亭市下辖的一个乡镇级行政单位。

## 行政区划
砚峡乡下辖以下地区：
砚峡社区、麻池社区、东沟社区、土桥村、韩河村和曹家沟村。